# Witte kerk (Lochem)
De Witte kerk is een gereformeerde kerk in de Nederlandse plaats Lochem. De kerk is in 1905, nadat de gereformeerde gemeente in Lochem in 1895 gesticht was in gebruik genomen. De kerk, geheel in het wit, heeft een duidelijk portaal. Daarboven zijn drie rondboogvensters aangebracht met boven het zadeldak een kleine kerktoren. Boven op de toren is een windhaan aangebracht.
In de kerk is een orgel aanwezig van de gebroeders Reil, oorspronkelijk gemaakt voor de gereformeerde kerk van Boksum. Nadat deze samenging met de Sint-Margaretakerk, is het orgel in 2004 naar Lochem verplaatst. Aldaar werd deze geplaatst achter een front van de orgelbouwers Van Dam.